# Rumiko Takahašiová
Rumiko Takahašiová (japonsky: 高橋 留美子; * 10. října 1957, Niigata) je japonská kreslířka a scenáristka mang (japonská verze komiksu). Po celém světě se prodalo přes 230 milionů výtisků jejích mang a je nejúspěšnější ženou v dějinách oboru. Uspěla se svým druhým komiksem, sci-fi Urusej Jacura z roku 1978, za který roku 1980 dostala cenu Šogakukan. Podruhé toto nejprestižnější ocenění ve světě mang obdržela v roce 2001 za komiks Inujašu. Uspěl i její seriál Ranma ½, jež vycházel v letech 1987–1996. Vystudovala historii na Japonské ženské univerzitě. V roce 2020 obdržela státní vyznamenání Medaile cti (s fialovou stuhou). V roce 2017 byla uvedena do Síně slávy science fiction a fantasy Muzea populární kultury. Roku 2018 byla uvedena do Komiksové síně slávy Willa Eisnera. V roce 2023 získala francouzské vyznamenání Řád umění a literatury.